# El Cháuz
El Cháuz es una localidad del estado mexicano de Michoacán. Es parte del municipio de La Huacana.

## Demografía
| Gráfica de evolución demográfica |
|                                  |

| Censo | Población |
| ----- | --------- |
| 1960  | 310       |
| 1970  | 1154      |
| 1980  | 1680      |
| 1990  | 2215      |
| 2000  | 2268      |
| 2010  | 2382      |
| 2020  | 2036      |